# Scarlett O'Hara
 (novembre 2019).
Si vous disposez d'ouvrages ou d'articles de référence ou si vous connaissez des sites web de qualité traitant du thème abordé ici, merci de compléter l'article en donnant les références utiles à sa vérifiabilité et en les liant à la section « Notes et références ».
 (janvier 2024).
- Si vous ne connaissez pas le sujet, laissez ce bandeau (vous pouvez alors contacter les auteurs).
- Si vous supprimez le contenu mis en cause (vous pouvez préalablement contacter les auteurs),

argumentez précisément cette suppression dans la page de discussion
(un manque de référence n'est pas un argument ; une recherche réelle de référence doit avoir été effectuée, être formellement documentée).
Pour les articles homonymes, voir O'Hara.
Scarlett O'Hara (nom complet Katie Scarlett O'Hara, veuve de Charles Hamilton, veuve de Franck Kennedy, épouse de Rhett Butler) est le personnage de fiction principal du roman de Margaret Mitchell Autant en emporte le vent, publié en 1936. 
Ce personnage apparaît également en 1939 dans le film tiré du livre de Margaret Mitchell, dans sa suite Scarlett, d'Alexandra Ripley, publiée en 1991 et enfin dans le livre de Donald Mac Caig en 2007 intitulé Le Clan Rhett Butler,.

## Biographie fictive
Scarlett O'Hara est une belle et coquette jeune fille sudiste âgée de 16 ans au début et de 28 ans à la fin du roman qui raconte son histoire ainsi que celle de sa famille durant les années précédant et suivant la guerre de Sécession. 
Katie Scarlett O'Hara est née en 1845 à Jonesboro, dans le comté de Clayton, dans l’État de Géorgie (États-Unis). 
Elle est la fille de Gérald O'Hara, dont elle a hérité le caractère explosif et la détermination, un Irlandais né à Wicklow en 1801, qui a quitté en 1822 son pays et sa famille, pour rejoindre ses deux frères ainés, James et Andrew, qui avaient quitté eux aussi l'Irlande des années auparavant, pour devenir commerçants à Savannah.  Ils sont les fils d'un fermier jacobite catholique, dont les ancêtres ont été ruinés par l'installation des plantations dans une Irlande occupée par les Anglais. Après avoir participé aux affaires de ses frères, et fait fortune en jouant au poker, et acquis par le même moyen une plantation à Jonesboro, qu'il renomme Tara, Gérald O'Hara a cherché une épouse. 
En 1844, il se marie avec Ellen Robillard, une demoiselle de la bonne société du littoral de 28 ans sa cadette, née en 1829 à Savannah, fille de Pierre Robillard, un Français protestant réformé, soldat de Napoléon Ier, qui avait combattu durant la Révolution haïtienne, puis s'était installé en Géorgie, et de Solange Prudhomme, une catholique elle aussi d'ascendance française, fille de marchands qui avaient fui Saint-Domingue en 1791, qui était connue pour sa beauté et sa distinction, mais aussi pour sa coquetterie. 
Scarlett tient son prénom de sa grand-mère paternelle, et a deux sœurs, Susan Elinor, dite Suellen, née en 1846, et Caroline Irène, dite Carreen, née en 1847. 
Elle a également deux tantes maternelles, à Charleston, Pauline et Eulalie Robillard.

## Histoire

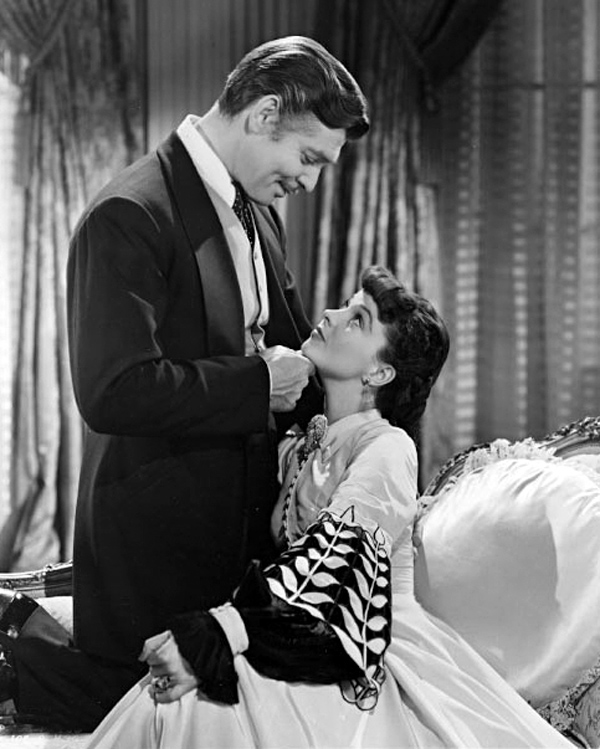
Le couple Rhett Butler et Scarlett O'Hara
incarné par Clark Gable et Vivien Leigh

Âgée de 16 ans au déclenchement de la guerre en avril 1861, Scarlett vit à Tara, et est amoureuse d'Ashley Wilkes, son voisin. 
Quand celui-ci annonce ses fiançailles avec sa cousine, Melanie Hamilton, Scarlett épouse en mai 1861 le frère de Melanie, Charles Hamilton, par pur dépit. Ce dernier meurt de pneumonie sous les drapeaux 7 semaines après leur union, sans que Scarlett en soit nullement affectée. 
Dorénavant veuve, mais continuant sa vie à Tara, Scarlett apprend qu'elle est enceinte, puis met au monde son fils Wade Hampton Hamilton en janvier 1862, enfant pour lequel elle manifeste peu d'attention. Ashley étant au front, c'est auprès de Melanie qu'elle a le plus de chances d'avoir des nouvelles de lui. Elle quitte donc Tara pour Atlanta en mai 1862, à l'invitation de Mélanie, qui est profondément attachée à Scarlett et souhaite faire la connaissance de son  tout jeune neveu. Scarlett s'installe donc dans la maison que partagent Mélanie et sa tante Pittypat Hamilton. À la Noël 1863, Ashley Wilkes profite d'une permission de quelques jours pour rendre visite à Atlanta aux deux femmes qui l'aiment. Scarlett lui explique qu'elle l'aime toujours mais Ashley se refuse à ses avances. À la suite de cette visite, Mélanie est enceinte. Sa grossesse suscite beaucoup d'inquiétude, et elle accouche prématurément le 1er septembre 1864, aidée par Scarlett, alors qu'Atlanta est assiégée par les Yankees. Les deux femmes ne peuvent quitter la ville qu'à la tombée de la nuit, avec le nourrisson, abandonnant alors tous leurs biens derrière elles.
Arrivées à Tara, la plantation familiale des O'Hara, elles ne trouvent que misère et désolation. Ellen Robillard est morte l'avant-veille des fièvres, et Gérald O'Hara a perdu la tête. Scarlett entame dès lors sa rapide transformation en femme dure et âpre au gain, transformation à laquelle elle est contrainte par la peur de mourir de faim et de perdre Tara. Après avoir tant bien que mal essayé de faire vivre son père, son fils, le jeune Wade Hampton Hamilton, ses sœurs Suellen et Carreen, Ashley Wilkes, revenu de la guerre, Mélanie Wilkes, et le petit Beauregard Wilkes, ainsi que les quelques domestiques, elle est contrainte d'épouser en février 1866, par intérêt, Franck Kennedy, pourtant beaucoup plus âgé qu'elle et fiancé à sa sœur Suellen, mais enrichi par son commerce en cette période de reconstruction. Elle quitte donc Tara pour Atlanta, et gère d'une main de fer les affaires de son mari, non sans consacrer beaucoup d'argent à l'entretien des siens, et la restauration de sa plantation.  Fin mai 1866, Gérald O'Hara meurt, et elle revient l'enterrer à Tara. Quelques mois plus tard, elle donne naissance à une fille, Ella Lorena Kennedy, pour laquelle elle montre aussi peu d'intérêt que pour son fils. C'est alors qu'elle confie la direction d'une de ses scieries à Ashley Wilkes, qui quitte donc Tara avec femme et fils pour venir s'installer à Atlanta. Les mois passent, et un jour, alors qu'elle se rendait sur une de ses scieries, elle est attaquée par des yankees et des noirs affranchis et subit une tentative de viol. Ashley Wilkes et Franck Kennedy participent donc à une expédition punitive du Ku Klux Klan, pendant laquelle Ashley Wilkes est blessé et Franck Kennedy perd la vie. 
Veuve pour la seconde fois, elle se lance dans une quête de sécurité matérielle effrénée, au mépris de la culture et des traditions sudistes de distinction et d'oisiveté des épouses et des veuves. Après s'être fait longtemps courtiser par Rhett Butler, issu d'une bonne famille de Charleston, mais profiteur de guerre haï par la bonne société d'Atlanta, qu'elle avait rencontré chez les Wilkes avant la guerre et qui l'avait aidée à quitter Atlanta lors du siège de la ville en 1864, elle l'épouse en 1868 et met au monde sa seconde fille, Eugenia Victoria Butler. C'est la seule enfant pour laquelle elle montre de l'intérêt. Cependant le mariage n'est pas heureux. De plus son comportement arriviste et son union avec un renégat lui font perdre beaucoup d'amis, sans réellement qu'elle s'en soucie, tant sa peur du lendemain est incontrôlable. Quand sa fille meurt d'un accident d'équitation, alors qu'elle était âgée de seulement 4 ans, le chagrin achève les relations du couple. Peu après, Mélanie Hamilton-Wilkes meurt des suites d'une fausse couche. À la fin du roman, en 1873, alors qu'elle a 28 ans, son mari la quitte. Fidèle à elle-même, Scarlett se jure de le reconquérir et réalise une nouvelle fois que c'est à Tara qu'elle a toutes les chances de se ressourcer.

## Caractéristiques du personnage

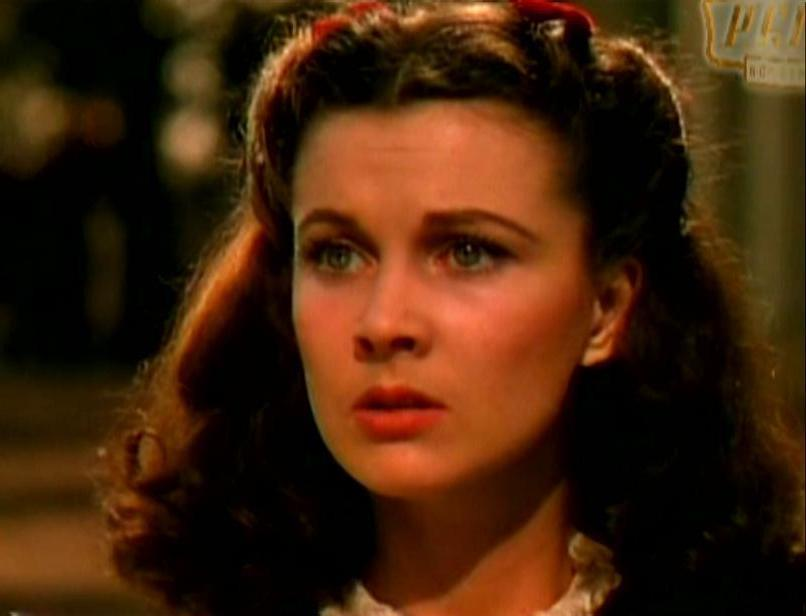
Vivien Leigh dans le rôle de Scarlett O'Hara

Scarlett O'Hara n'est pas "une beauté classique". Brune aux yeux verts, elle n'a pas un visage régulier mais son corps est splendide. Elle regrette de ne pouvoir montrer ses jambes, qui sont fines et est très fière de ne pas avoir à rembourrer son corsage. Scarlett est très attentive à son apparence physique et aux vêtements qu'elle porte.
L'auteur insiste plusieurs fois sur la sensualité de la jeune femme qui n'est presque jamais assouvie, sauf lors de la dernière nuit qu'elle partage avec Rhett. Comme beaucoup de femmes de son époque où le sexe est tabou, Scarlett ne sait pas mettre de mots ni même comprendre ses désirs physiques. Si elle souhaite dans un premier temps se marier (seul but d'une jeune fille de son temps et de son rang), elle ignore ce que le mariage veut vraiment dire. Elle n'a aucun plaisir physique et les étreintes conjugales, qu'elles se passent avec Charlie ou avec Frank la dégoûtent.
Même si elle est entourée par des personnes de goût (comme sa mère ou Mélanie), Scarlett manque totalement de goût, au grand désespoir de Rhett, que ce soit pour ses toilettes comme pour la décoration de sa maison. Elle aime le luxe tapageur. Si elle a su s'adapter à la pauvreté en développant des trésors d'ingéniosité et d'avarice, elle dépense sans compter une fois redevenue riche. Elle désire étaler aux yeux de tous et surtout à ceux qui la dénigrent sa réussite sociale.
Si elle est intelligente, elle est aussi totalement ignare. Rhett ne se prive pas de le souligner. Il est précisé qu'elle a bénéficié de bonnes études mais n'a retenu que les mathématiques. Elle ne lit jamais. Pour elle, être cultivée ne sert à rien. Les arts, la littérature, l'histoire et toute autre connaissance qui n'est pas pratique l'ennuient. Manquant totalement de subtilité, elle ne comprend rien aux rêveries et réflexions philosophiques d'Ashley.  En fait, elle a été formée, comme les jeunes filles de son époque, pour être une femme belle, bien élevée et décorative qui n'a pas à se préoccuper des détails matériels (et considérés comme sordides) de la vie. On ne lui a pas appris à réfléchir et avoir une indépendance d'esprit. La maxime "Sois belle et tais-toi" pourrait s'appliquer à son éducation. C'est pourquoi, si Scarlett est très consciente d'enfreindre les coutumes et mœurs de son temps pour parvenir à ses fins, elle demeure très hypocrite, contrairement à Rhett, totalement affranchi des conventions sociales et se moquant éperdument du "qu'en-dira-t-on".
De façon générale, Scarlett comprend mal les autres et elle-même. Elle prend le désir d'Ashley à son égard pour de l'amour, l'amour de Rhett pour du désir. Ses sentiments pour Ashley, qu'elle hisse à l'amour le plus pur et le plus violent, ne sont en fait qu'un caprice. Mélanie, qu'elle juge sotte et faible, est en fait une femme courageuse et une amie dévouée. Ashley, qu'elle vénère comme un dieu, n'est qu'un mou et un rêveur. Mais sa plus grande erreur concerne Rhett. Elle ne voit pas ses sentiments, pas plus qu'elle ne comprend ce qu'elle ressent envers lui.
Personnage égoïste et sans foi ni loi, ne reculant ni devant l'escroquerie ni devant le mensonge, Scarlett est une héroïne a priori peu sympathique. Toutefois son courage et sa persévérance face à l'adversité forcent l'admiration. Davantage qu'une ex-enfant gâtée avide de refaire fortune, elle est surtout l'exemple d'une personne écartelée entre deux visions opposées du monde, deux façons de vivre inconciliables : celle de son enfance dans le vieux Sud, faite de traditions à respecter, de codes à observer, devenus incompatibles avec le monde d'après-guerre, où il s'agit de lutter pour gagner sa vie à la manière nordiste au milieu du chaos de la Reconstruction du Sud. À cause de sa personnalité très entière, Scarlett se trouve incapable de trouver un juste milieu entre les deux et devient peu à peu indésirable dans son milieu d'origine, bien qu'elle déteste elle aussi les Yankees et ne se considère pas comme l'une des leurs.
Qu'on s'attache à elle ou pas, Scarlett reste un personnage féminin moderne, affranchi et libre, qui ne se laisse pas dicter sa conduite par la société, mais fait ses propres choix, ce qui est, en réalité, la cause profonde de la haine grandissante de ses concitoyens envers elle. Dans le vieux Sud comme ailleurs, on ne pardonne pas facilement à celui (et surtout à celle, dans ce contexte où la domination masculine est particulièrement prononcée) qui choisit de vivre sa vie différemment de ce que la société juge acceptable. Scarlett choisit, jusqu'à l'échec final, celui de son couple avec Rhett Butler.

## Interprétation

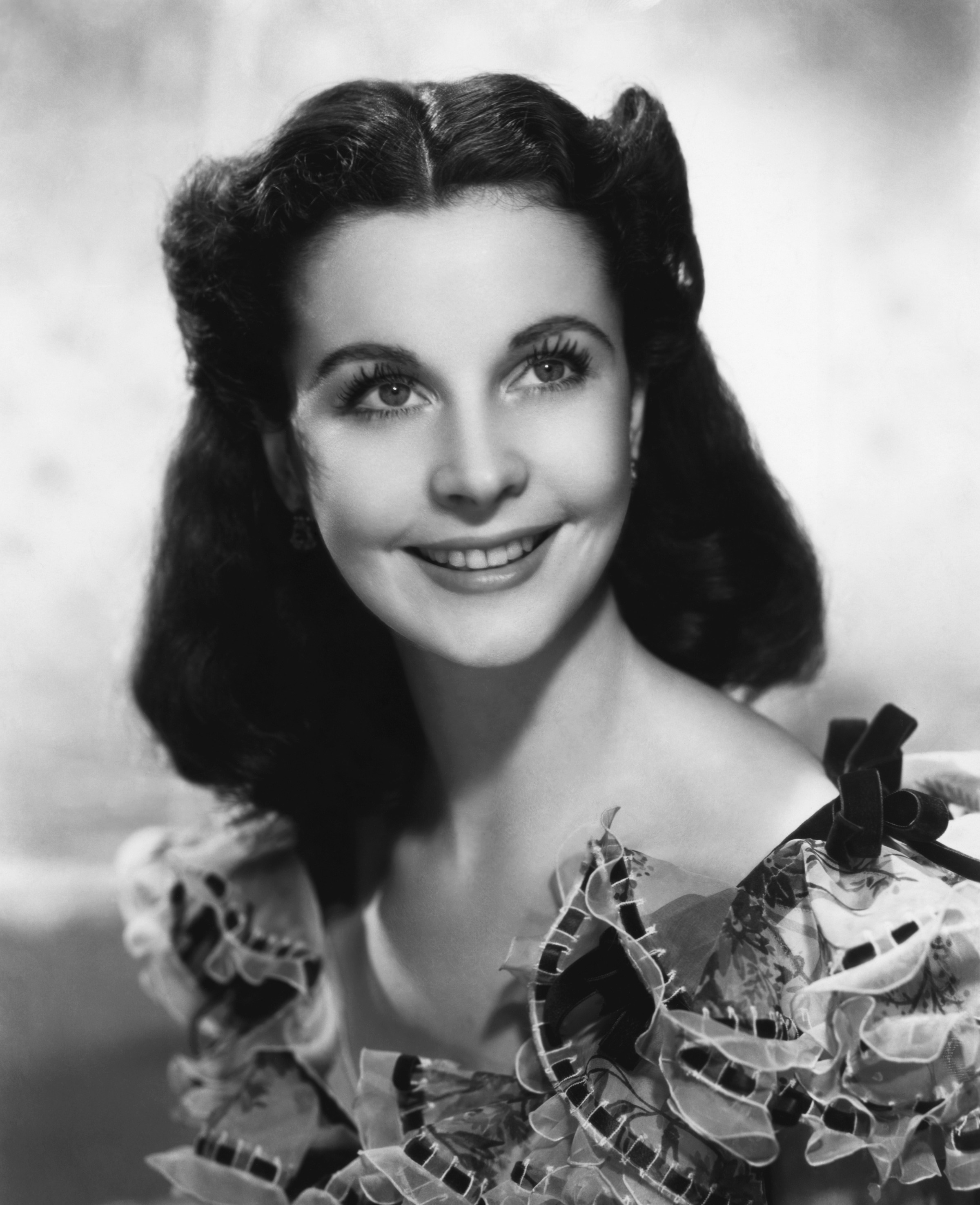
Vivien Leigh dans le rôle de Scarlett O'Hara

Au moment de la recherche de l'actrice principale, beaucoup de grands noms avaient été envisagés, tels que ceux de Bette Davis, Katharine Hepburn, Jean Arthur, et Lucille Ball. Susan Hayward fut « découverte » en passant des auditions pour le film, et la carrière de Lana Turner se développa rapidement après avoir passé un essai. Joan Bennett fut considérée comme le choix le plus probable jusqu'à ce qu'on la remplace par Paulette Goddard.
Le tournage commença sans le personnage principal. La scène de l'incendie d'Atlanta était en train d'être filmée lorsque le frère du producteur David O. Selznick arriva sur le plateau avec deux visiteurs : l'acteur britannique Laurence Olivier et son amie, l'actrice Vivien Leigh. Myron Selznick annonça alors qu'il avait trouvé Scarlett. Vivien fut engagée – malgré les protestations du public qui considérait qu'une actrice britannique ne convenait pas à ce rôle « américain », avant que les habitants du Sud ne tranchent par un « mieux vaut une Anglaise qu'une Yankee ! » – et gagna finalement l'Oscar de la meilleure actrice pour sa performance.
La version cinématographique de l'histoire de Scarlett O'Hara est fidèle au livre original, mais il existe quelques différences. 
Ainsi, dans le roman, Scarlett donne le jour à trois enfants : Wade Hampton Hamilton, Ella Lorena Kennedy, et Eugenie Victoria « Bonnie Blue » Butler. Dans le film, seule Bonnie est mentionnée.